# 中国锁子甲
锁子甲至早于公元2世纪传入中国，最早以“环锁铠”一词被记录于三国时期曹植所著《先帝赐臣铠表》中。

## 形制
中国使用的锁子甲在形制上于世界各国区别不大，唯有工艺上略有差别。

## 使用

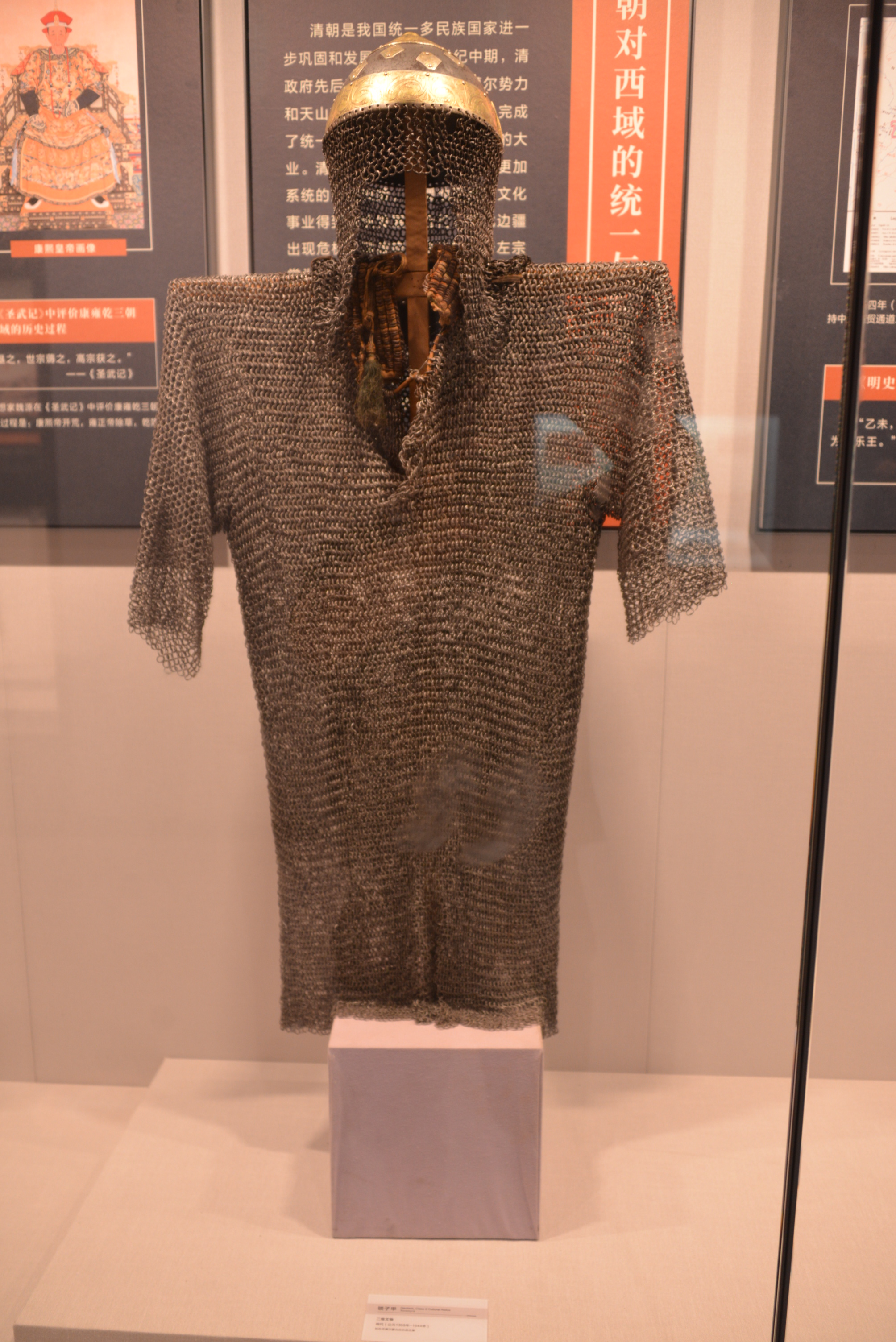
塔城地區展出的明代鎖子甲與伊斯蘭盔

### 唐宋
唐宋时期的唐军、宋军与吐蕃军均有装备环锁铠，其中吐蕃军装备率更高些，其士兵与战马均披上锁子甲。但中原王朝军队普遍仍将札甲作为主要铠甲，锁子甲多穿着于脖子、关节或用作内衬作为补充防护手段。

### 元朝铁网漆皮甲
元朝时期，锁子甲开始普遍使用，士卒装备的铁胄就有“铁网”（即锁子甲中的铁环组成），胄体为皮制，胄顶为铁制形如小盘，顶端有一小尖。胄体四周嵌有若干弧形钢板与铁网相互连接，而铁网从面颊两侧和脑后下垂形成顿项。此外，根据周纬所著《中国兵器史稿》，元代的铁网漆皮甲在成书（该稿完成於1945年）时有一件实物藏于法国一东方兵器研究专家Charles Buttin，但由于年代久远，该甲藏于何地还不得而知。但书中描述了该甲高64厘米，重6公斤。为前开襟，用两个钩扣系束，前胸为大块漆皮制成，以铁网（即锁子甲）连贯，高级将领所着的甲前胸表层还镶嵌有银丝和印花片。而钢铁网则与该套甲的铁胄中的网甲相同，即锁子甲。

### 明清锁子甲
明清两代的锁子甲流传至今的实物非常多，在诸如敦煌市博物馆和中国人民革命军事博物馆都有完整的甲衣展出，有些是前开襟，也有一些是套头穿，也有些是类似于短袖衬衫形制的短袖锁子甲。明代的锁子甲相比元代，小铁环被缩小到了直径1厘米左右，不再配有内衬，穿着时直接套在袍服之外。而山西省博物馆藏有明代御林军的锁子甲长袖和锁子甲腿裙与卫足（绑腿）。其腿裙与前几朝形制相近，也是两篇腿裙由系带相连，两片腿裙没有衬里，穿时在身后或者绕到身前系束。明神宗的陪葬物种有六弧铁盔，其形制采用了元代笠型铁盔的样式，顿项采用锁子甲编缀，内有锦帛作内衬。此外，明军也有装备形制同伊斯兰盔的铁锁子盔。
清代的锁子甲形制与明代基本相同，在清初为皇帝卫队所使用，而到了清中晚期，锁子甲彻底消失于清军装备之中。